# Centaurea aspera

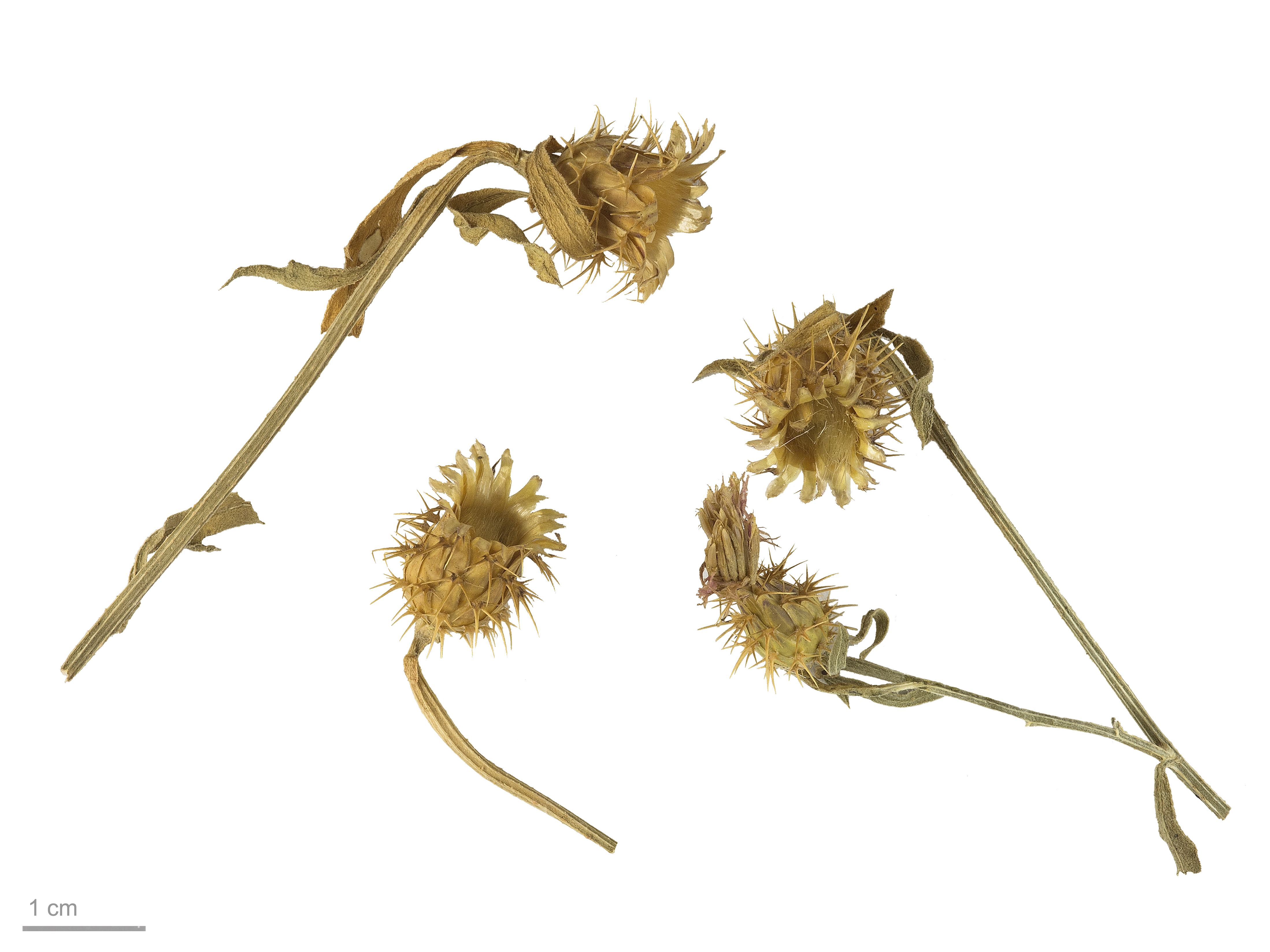
Centaurea aspera

Il fiordaliso ispido (nome scientifico  Centaurea aspera  L., 1753)  è una pianta erbacea, angiosperma dicotiledone, perenne appartenente alla famiglia delle Asteraceae.

## Etimologia
Il nome generico (Centaurea) deriva dal Centauro Chirone. Nella mitologia greca si racconta che Chirone, ferito ad un piede, guarì medicandosi con una pianta di fiordaliso. L'epiteto specifico di questa pianta (aspera) deriva dal carattere ispido di alcune sue parti.

Il binomio scientifico della pianta di questa voce è stato proposto da Carl von Linné (1707 – 1778) biologo e scrittore svedese, considerato il padre della moderna classificazione scientifica degli organismi viventi, nella pubblicazione "Species Plantarum" del 1753.

## Descrizione
L'altezza di queste piante varia da 3 a 5 dm (massimo 6 dm). La forma biologica della specie è emicriptofita scaposa (H scap): ossia è una pianta perennante tramite gemme posizionate al livello del terreno con fusto allungato e mediamente poco foglioso.

### Radici
Le radici sono secondarie da rizoma.

### Fusto
- Parte ipogea: la parte sotterranea è un rizoma.
- Parte epigea: la parte aerea del fusto è eretta, striata e ispida. La parte mediana/alta è ramosa-corimbosa.

### Foglie

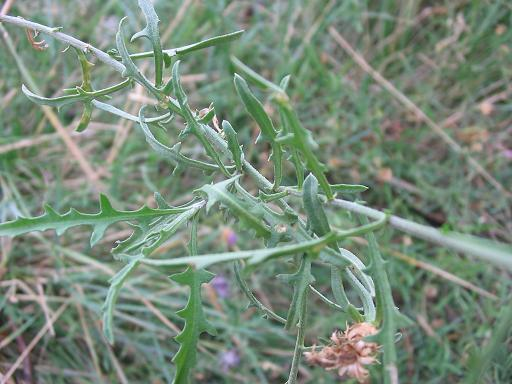
Le foglie

Le foglie lungo il caule sono disposte in modo alterno. La forma della lamina è pennata a contorno oblanceolato-spatolato con apici più o meno inermi. I bordi sono grossolanamente dentati, la superficie è scabra e verde. Le foglie superiori sono progressivamente minori e sub-intere. Dimensione delle foglie inferiori: larghezza 1 – 3 cm; lunghezza 5 – 12 cm. Dimensione delle foglie superiori: larghezza 2 – 4 mm; lunghezza 20 – 30 mm.

### Infiorescenza

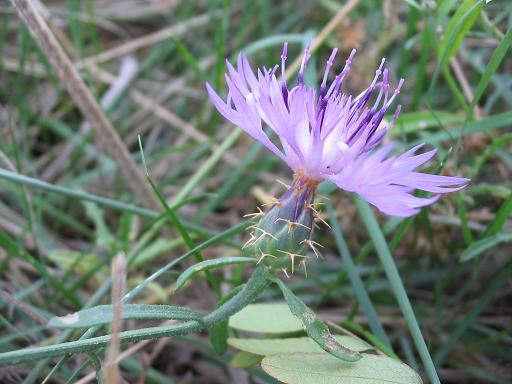
Involucro

Le infiorescenze sono formate da capolini solitari e sub-sessili. I capolini sono formati da un involucro ovoide composto da diverse brattee (o squame) disposte su più serie in modo embricato all'interno delle quali un ricettacolo con pagliette fa da base ai fiori. Le brattee sono colorate di rosso chiaro ed hanno una appendice lunga metà squama e terminante con 3 - 5 spinule giallastre e palmate tutte più o meno uguali e lunghe 3 mm (le spinule sono divergenti o riflesse). Diametro dell'involucro: 18 – 20 mm. Diametro dell'infiorescenza: 20 – 25 mm.

### Fiore
I fiori sono tutti del tipo tubuloso (il tipo ligulato, i fiori del raggio, presente nella maggioranza delle Asteraceae,  qui è assente), sono tetra-ciclici (sono presenti 4 verticilli: calice – corolla – androceo – gineceo) e pentameri (ogni verticillo ha 5 elementi).
- Formula fiorale:

- /x K {\displaystyle \infty }, [C (5), A (5)], G 2 (infero), achenio

- Calice: i sepali del Calice sono ridotti ad una coroncina di squame.
- Corolla: la corolla è tubulosa con apice a 5 lobi esili. Quelli centrali sono zigomorfi e sono ermafroditi, quelli periferici sono attinomorfi, sterili, più grandi e disposti in modo patente per rendere più appariscente tutta l'infiorescenza.[3]  Il colore della corolla è purpureo.
- Androceo: gli stami sono 5 con filamenti liberi ma corti (sono pelosi verso la metà della loro lunghezza), mentre le antere sono saldate in un manicotto (o tubo) circondante lo stilo e lungo quasi quanto la corolla; la parte superiore è costituita da prolungamenti coriacei.[14] I filamenti delle antere sono provvisti di movimenti sensitivi attivati da uno stimolo tattile qualsiasi (come ad esempio un insetto pronubo) in modo da far liberare dalle antere il polline. Contemporaneamente anche lo stilo si raddrizza per ricevere meglio il polline.[3]
- Gineceo: gli stigmi dello stilo sono due divergenti; l'ovario è infero uniloculare formato da 2 carpelli.[14]
- Fioritura: da giugno a luglio (ottobre).

### Frutti
I frutti sono degli acheni con pappo. La forma è compressa al centro e allargata alle estremità. Il pappo è formato da corti e rigidi peli semplici disposti in più serie. Le serie interne possiedono peli più lunghi. La lunghezza dell'achenio è di 4 mm (il pappo è lungo la metà).

## Biologia
- Impollinazione: l'impollinazione avviene tramite insetti (impollinazione entomogama).
- Riproduzione: la fecondazione avviene fondamentalmente tramite l'impollinazione dei fiori (vedi sopra).
- Dispersione: i semi cadendo a terra (dopo essere stati trasportati per alcuni metri dal vento per merito del pappo – disseminazione anemocora) sono successivamente dispersi soprattutto da insetti tipo formiche (disseminazione mirmecoria).

## Distribuzione e habitat

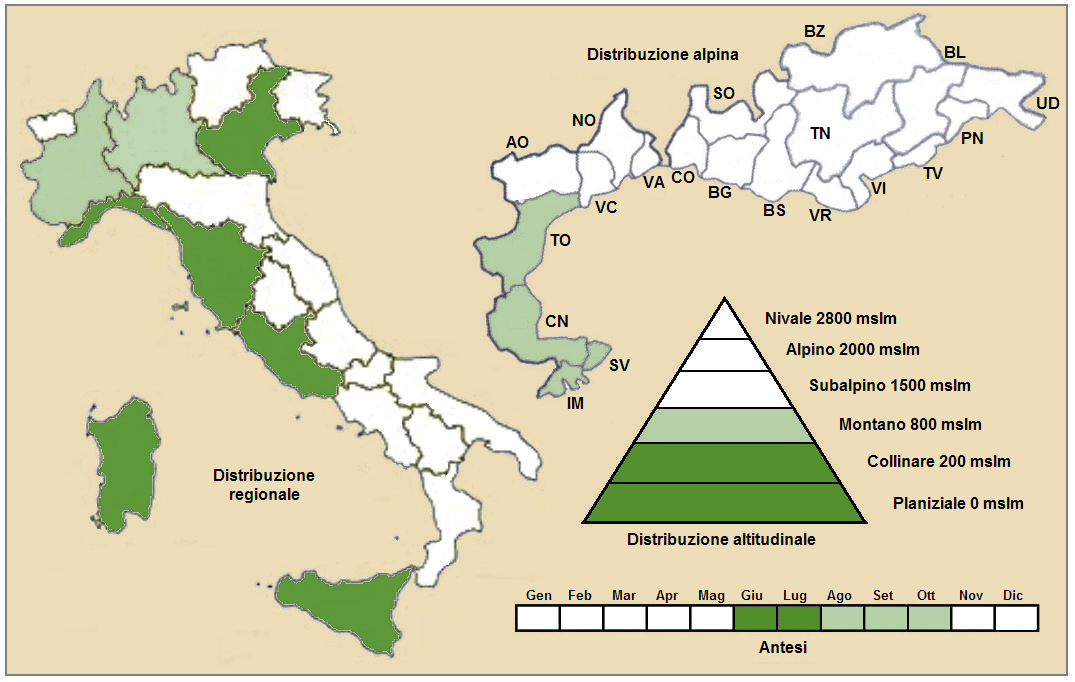
Distribuzione della pianta
(Distribuzione regionale – Distribuzione alpina)

- Geoelemento: il tipo corologico (area di origine) è Steno-Mediterraneo Nord-occidentale.
- Distribuzione: in Italia questa specie è considerata rara; nelle Alpi si trova nelle province occidentali, altrimenti è presente sulla costa tirrenica fino al Lazio/Sardegna. Oltreconfine, ma sempre nell'arco alpino, il fiordaliso ispido si trova in Francia (dipartimenti di Alpi dell'Alta Provenza, Alte Alpi, Alpi Marittime e Drôme); mentre sugli altri rilievi europei si trova nel Massiccio Centrale e nei Pirenei.[16] Fuori dall'Europa è presente in Algeria, mentre in Australia è considerata naturalizzata.[17]
- Habitat: l'habitat tipico per queste piante sono le zone incolte, le siepi, le vigne e le spiagge; ma anche ambienti ruderali, aree abbandonate e arbusteti meso-termofili. Il substrato preferito è calcareo ma anche siliceo con pH neutro, medi valori nutrizionali del terreno che deve essere arido.
- Distribuzione altitudinale: sui rilievi queste piante si possono trovare fino a 300 m s.l.m.; frequentano quindi i seguenti piani vegetazionali: collinare e planiziale – a livello del mare.

### Fitosociologia
Dal punto di vista fitosociologico Centaurea aspera appartiene alla seguente comunità vegetale:
Formazione: delle comunità perenni nitrofile
Classe: Artemisietea vulgaris
Ordine: Onopordetalia acanthii

## Tassonomia
La famiglia di appartenenza di questa voce (Asteraceae o Compositae, nomen conservandum) probabilmente originaria del Sud America, è la più numerosa del mondo vegetale, comprende oltre 23.000 specie distribuite su 1.535 generi, oppure 22.750 specie e 1.530 generi secondo altre fonti (una delle checklist più aggiornata elenca fino a 1.679 generi). La famiglia attualmente (2021) è divisa in 16 sottofamiglie.
La tribù Cardueae (della sottofamiglia Carduoideae) a sua volta è suddivisa in 12 sottotribù (la sottotribù Centaureinae è una di queste).
Il genere Centaurea elenca oltre 700 specie distribuite in tutto il mondo, delle quali un centinaio sono presenti spontaneamente sul territorio italiano.

### Filogenesi
La classificazione della sottotribù rimane ancora problematica e piena di incertezze. Il genere di questa voce è inserito nel gruppo tassonomico informale Centaurea Group formato dal solo genere Centaurea. La posizione filogenetica di questo gruppo nell'ambito della sottotribù è definita come il "core" della sottotribù; ossia è stato l'ultimo gruppo a divergere intorno ai 10 milioni di anni fa.

### Specie simili
La  Centaurea aspera  appartiene al gruppo delle centauree le cui brattee (o squame) dell'involucro terminano con delle rigide spine a forma palmata e tutte uguali in lunghezza (in base alla suddivisione proposta da Pignatti). Questa suddivisione comunque è priva di valore tassonomico ma puramente di comodo dato il grande numero di specie spontanee presenti sul territorio italiano. In particolare questi caratteri sono condivisi con le seguenti specie (sono indicati alcuni caratteri distintivi per ogni specie):
- Centaurea iberica  Trevir. ex Spreng. - Fiordaliso stellato: il pappo (dimensione: 2 - 2,5 mm) è lungo quasi come l'achenio.
- Centaurea seridis L. - Fiordaliso grespino: i fusti sono fortemente alati (le foglie sono decorrenti); le spinule della parte apicale delle brattee dell'involucro sono lunghe più di 3 mm.
- Centaurea sphaerocephala L. - Fiordaliso delle spiagge: i fusti sono debolmente alati; le spinule della parte apicale delle brattee dell'involucro sono lunghe più di 3 mm.

Il numero cromosomico di  C. aspera  è: 2n = 22.

### Sottospecie
Per questa specie sono considerate valide le seguenti sottospecie (si distinguono per la ramosità del fusto, la forma delle foglie, il diametro dell'involucro del capolino e per la disposizione delle spine sulle brattee):
- Centaurea aspera subsp. aspera; questa è l'unica sottospecie presente in Italia.
- Centaurea aspera subsp. pseudosphaerocephala (Shuttlew. ex Rouy) Gugler, 1907 - Distribuzione: Francia

(Basionimo: Centaurea pseudo-sphaerocephala Shuttlew. ex Rouy)
- Centaurea aspera subsp. scorpiurifolia (Dufour) Nyman, 1879 - Distribuzione: Spagna

(Basionimo: Centaurea scorpiurifolia Dufour)
- Centaurea aspera subsp. stenophylla (Dufour) Nyman, 1879 - Distribuzione: Penisola Iberica

(Basionimo: Centaurea stenophylla Dufour)

### Ibridi
Un possibile ibrido con la specie Centaurea sphaerocephala (secondo Pignatti.) potrebbe essere presente nell'Argentario ( a Cala Galera): il portamento, le foglie e le misure del capolino sono simili alla specie di questa voce, mentre le squame essendo molto più spinose sono simili alla specie sopra citata.

Altri ibridi con la specie di questa voce sono indicate nel seguente elenco:
- Centaurea × eclipsislunae Mateo & M.B.Crespo, 2007 - Ibrido con Centaurea resupinata subsp. saguntina (Mateo & M.B.Crespo) Greuter
- Centaurea × subdecurrens Pau, 1898 - Ibrido con: Centaurea seridis subsp. maritima (Dufour) Dostàl
- Centaurea × pinillosii Mateo & M.B.Crespo Flora, 2009 - Ibrido con Centaurea hyssopifolia Vahl

### Sinonimi
Questa entità ha avuto nel tempo diverse nomenclature. L'elenco seguente indica alcuni tra i sinonimi più frequenti:
- Alophium tenuifolium Cass.
- Calcitrapa aspera (L.) Cass.
- Calcitrapa heterophylla Moench
- Calcitrapa parviflora Lam.
- Calcitrapoides aspera (L.) Holub
- Calcitrapoides gentilii Holub (sinonimo della sottospecie gentilii)
- Calcitrapoides heterophylla (Willd.) Holub
- Calcitrapoides stenophylla (Dufour) (sinonimo della sottospecie  stenophylla )
- Centaurea alophium DC.
- Centaurea aspera var. aspera
- Centaurea aspera var. parcespinosa Sennen
- Centaurea aspera var. praetermissa DC.
- Centaurea aspera var. subinermis DC.
- Centaurea auriculata Balb. ex Pers.
- Centaurea diversifolia Lag. ex Boiss.
- Centaurea fragilis var. integrifolia Ball (sinonimo della sottospecie gentilii)
- Centaurea gentilii Braun-Blanq. & Maire (sinonimo della sottospecie gentilii)
- Centaurea gentilii var. gentilii (sinonimo della sottospecie gentilii)
- Centaurea gentilii var. integrifolia (Ball) Emb. & Maire (sinonimo della sottospecie gentilii)
- Centaurea gentilii var. ecillata Maire (sinonimo della sottospecie gentilii)
- Centaurea heterophylla Willd.
- Centaurea isnardii L.
- Centaurea parviflora Lam.
- Centaurea praetermissa Martrin-Donos
- Centaurea pseudo-sphaerocephala Shuttlew. ex Rouy (sinonimo della sottospecie  pseudosphaerocephala )
- Centaurea scorpiurifolia Dufour (sinonimo della sottospecie  scorpiurifolia )
- Centaurea seridis Loisel.
- Cistrum asperum Hill
- Cistrum isnardi Hill

## Altre notizie
La centaurea ispida in altre lingue viene chiamata nei seguenti modi:
- (DE)  Raue Flockenblume
- (FR)  Centaurée rude